# كمال خير الله
اللواء/ كمال خير الله (ضابط شرطة) محافظ سوهاج (1976- 1977م) ثم محافظ أسوان خلال الفترة من (22 ديسمبر 1977م) وحتى (27 نوفمبر 1978م). مدير أمن القاهرة ونائب رئيس الوزراء الأسبق من مواليد العباسية بالقاهرة. وانتخب عضوا بمجلس الشعب مستقلا عن الحزب الوطني الحاكم. فلما فاز انضم للحزب الحاكم. واستمر عضوا بمجلس الشعب المصري ثلاث دورات.و ينحدر من أسرة عريقة في العمل العسكري والسياسى فوالده الأميرالاى محمد بك حامد حكمدار الجيزة الأسبق والذي شغل أيضا منصب حاكم بيروت العسكري ابان الحرب العالمية الأولى
و بدأ كمال خيرالله حياته كضابط بالبوليس المخصوص للملك فاروق ولازمه حتى صعودة على متن المحروسة عقب قيام ثورة يوليو1952
و قد اشتهر كثيرا في السبعينات باقتحامة البطنية وتطهير مصر من المخدرات ومن المعروف انه يعتبر المؤسس لجهاز الأمن المركزي وتم اقصائة عن العمل السياسى في بداية الثمانينيات وظل يعمل كرئيس لمجموعة من المؤسسات الخيرية حتى وفاته. واللواء كمال خيرالله له ثلاثة أبناء الفريق حسام خير الله والكيميائي مجدى خيرالله الذي ادرج اسمه صمن موسوعة أخبار اليوم لعظماء القرن العشرين وأخيرا رجل الأعمال طارق خيرالله
وهو والد حسام خير الله الذي ترشح لانتخابات الرئاسة المصرية 2012.